# Samuel Zemurray
Samuel Zemurray conocido como Sam o The Banana Man (Chisináu, antiguo Imperio Ruso, 18 de enero de 1877 — Nueva Orleans, Estados Unidos, 30 de noviembre de 1961) fue un empresario y magnate estadounidense. Hizo su fortuna en la Banana Trade y fundó la Cuyamel Fruit Company que desempeñó un papel significativo y muy importante en la historia de Honduras. Zemurray después se convirtió en el presidente de la compañía United Fruit Company.

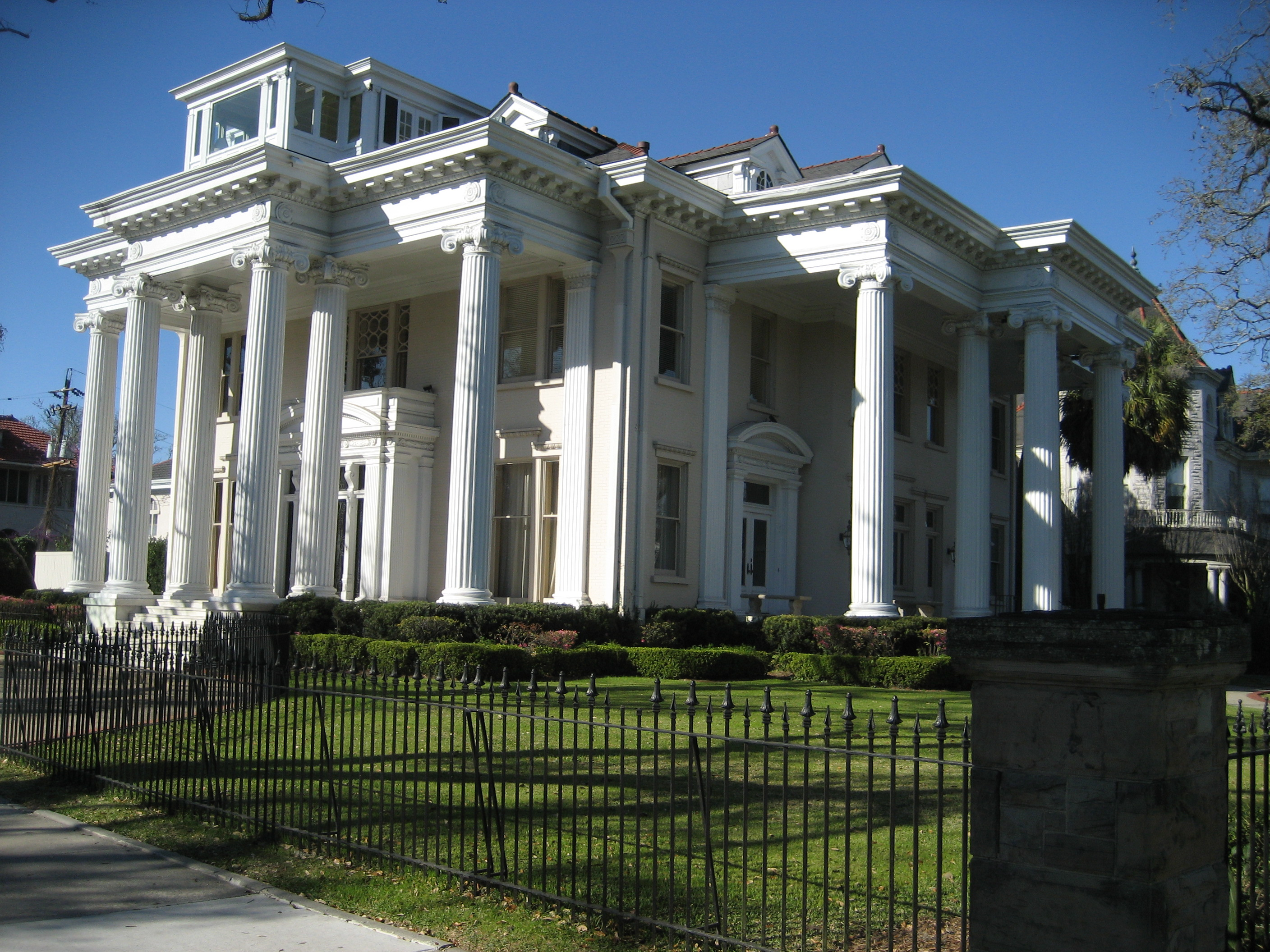
Anteriormente hogar de Zemurray, esta mansión en la Avenida St. Charles en Nueva Orleans, es la actual residencia de los presidentes de la Universidad de Tulane.

## Biografía
El nombre original de Samuel Zemurray era Schmuel Zmurri, hijo de David y Sarah (Blausman) Zmurri. Nació en Kishinev, Besarabia, Imperio Ruso. Pertenecía a una familia judía pobre que emigró hacia Estados Unidos cuando Schmuel contaba catorce años de edad. Zemurray no tuvo educación formal. Entró en el comercio del banano en Mobile, Alabama, en 1895, a la edad de dieciocho años. Su riqueza temprana se debió principalmente a una empresa muy exitosa iniciada en Nueva Orleans, Luisiana. Allí compraba los plátanos que habían madurado en los barcos de transporte y luego los vendía a nivel local. Su éxito le valió el apodo de "Sam the Banana Man" (en español "Sam el Hombre Plátano"). A la edad de veintiún años ya había producido US 100.000 dólares. Más tarde compró un barco de vapor y se fue rumbo a Honduras. 
En 1910, compró 5.000 acres (20 km ²) de tierra a lo largo del río Cuyamel. Más tarde se agregó más tierras pero se endeudó mucho. Honduras y Nicaragua en ese año estaban negociando sus deudas con EE. UU.; el Secretario de Estado de los Estados Unidos, Philander C. Knox estuvo involucrado en las negociaciones, y proponía la presencia de agentes de los bancos JP Morgan y Compañía en las oficinas de las aduanas de estos países,  con el fin de recaudar los impuestos necesarios para pagar la deuda. Zemurray temía que iba a someterse a imposición de negocio e hizo un llamamiento a Knox en busca de ayuda. Knox le rechazó por lo que regresó a Nueva Orleans, donde vivía el depuesto presidente hondureño Manuel Bonilla, quien había sido derrocado en 1907. 
Zemurray contactó con los mercenarios estadounidenses Guy "Machine Gun" Molony y Lee Christmas para formar una tropa dotada de armas modernas con las cuales Bonilla pudiera retomar el gobierno en Honduras, mientras Zemurray ayudó a Bonilla a regresar a Honduras oculto. Cumplido el plan, la llegada de Bonilla a suelo hondureño a mediados de 1910 causó una revolución que en enero de 1911 llevó al retorno de Bonilla al poder. Bonilla, agradecido con Zemurray le dio a la Cuyamel Fruit Company concesiones de tierras, exención de impuestos y autonomía propia del estado hondureño, lo que ayudó a salvar su negocio.,
Tras este evento, se atribuyó a Zemurray la frase "en Honduras una mula vale más que un diputado", siendo que continuó sus negocios en colaboración con la élite política hondureña, creando en 1910 la Cuyamel Fruit Company, con base en Puerto Cortés, Honduras. No obstante, debió pasar años enfrentando la competencia de la United Fruit Company. Pese al éxito comercial, en 1930 Zemurray aceptó vender la Cuyamel Fruit a la UFC a cambio de 31 millones de dólares.
No obstante, en 1933 Zemurray lanzó una oferta hostil de compra contra la UFC, al considerar que estaba siendo mal manejada y que su antiguo negocio estaba perdiendo su valor de mercado. Zemurray logró controlar la UFC (ahora más fortalecida por la absorción de Cuyamel Fruit) y se dedicó a administrar la empresa durante los siguientes diecinueve años, siguiendo los mismos esquemas de sus antecesores.
Cuando en 1954 el presidente de Guatemala, Jacobo Arbenz, anunció su plan de repartir tierras agrícolas sin usar, Zemurray advirtió que tal medida significaría una pérdidas en las ganancias de la UFC, pues estimularía el minifundio entre los campesinos y los alejaría de trabajar como peones asalariados de la UFC. Ante ello, Zemurray contrató al publicista Edward Bernays para que en Estados Unidos lanzara una amplia campaña de relaciones públicas con la cual se convenciera al gobierno estadounidense de la "necesidad" de derrocar a Arbenz. Para esto se acusó a Jacobo Arbenz y a su régimen de ser "agentes del comunismo internacional" gracias a una vasta red de políticos y abogados estadounidenses que tenían vínculos comerciales con la UFC. La campaña tuvo éxito y el Departamento de Estado de EE. UU. apoyó el derrocamiento de Arbenz como "necesario", dando lugar al Golpe de Estado en Guatemala de 1954.
Zemurray se retiró como presidente de la United Fruit Company en 1954. El y su familia hicieron generosas donacionas a la Univerisidad de Tulane, a La Escuela Agrícola Panamericana Zamorano y otras obras filantrópicas, Murió en Nueva Orleans en 1961 víctima de la enfermedad de Parkinson.
Zemurray es el padre de la antropóloga Doris Zemurray Stone.